# Светлаков, Николай Иванович
Николай Иванович Светлаков (17 января 1903, посёлок Кирсинского завода, Вятская губерния — май 1989, Москва) — советский партийный и государственный деятель, председатель Кировского облисполкома (1947—1952).

## Биография
В 1925 г. заочно обучался в Промышленной академии, в 1927 г. окончил 1-й курс Всесоюзного Ленинградского коммунистического университета имени И. В. Сталина. Был слушателем Высших курсов усовершенствования политического состава РККА.
В 1952—1953 гг. — слушатель Высшей партийной школы при ЦК ВКП(б) — КПСС.
В 1928—1929 гг. — ответственный секретарь Залазинского волостного комитета ВКП(б).
В 1929—1932 гг. — заведующий Организационно-инструкторским отделом, заместитель секретаря Омутининского районного комитета ВКП(б).
В 1932—1936 гг. — первый секретарь Белохолуницкого районного комитета ВКП(б) (Нижегородский — Кировский край).
В 1936—1938 гг. — первый секретарь Пижанского районного комитета ВКП(б) (Кировский край — Кировская область).
В 1938—1940 гг. — заведующий Сельскохозяйственным отделом Кировского областного комитета ВКП(б), секретарь Кировского областного комитета ВКП(б).
В 17.09.1940—10.1941 гг. — второй секретарь Кировского областного комитета ВКП(б).
В годы Великой Отечественной войны — на политической работе в РККА. Войну закончил в звании подполковника, в должности начальника Политического отдела 53-й стрелковой дивизии.
В 1946—1947 гг. — второй секретарь Кировского городского комитета ВКП(б).
В 03.1947—03.1952 гг. — председатель Исполнительного комитета Кировского областного Совета.
В 1953—1963 гг. — старший инструктор Отдела советских органов, инструктор территориальной группы Совета Министров РСФСР.
С 1963 г. на пенсии.

## Награды и звания
Награждён орденами Красного Знамени (8.06.1945), Александра Невского (15.01.1945), Отечественной войны 1-й степени.
Награждён медалями «За оборону Сталинграда» (22.12.1942), «За боевые заслуги» (18.02.1943), «За победу над Германией в Великой Отечественной войне 1941-1945 г.» (9.05.1945).